# Andrea Wechsler
Andrea Wechsler (* 19. Juni 1977 in Ulm) ist eine deutsche Juristin und Politikerin (CDU) und seit 2024 Mitglied des Europäischen Parlaments für die CDU Baden-Württemberg.

## Ausbildung
Andrea Wechsler besuchte in Ulm und München die Schule und legte am Maria-Ward-Gymnasium in München das Abitur ab (1997). Auf die Schulzeit folgten ein Studium der Rechtswissenschaften an der Universität Oxford (1997–2000) (Somerville College), an der Peking-Universität (2000–2001), Columbia University School of Law (2001–2002) und an der Ludwigs-Maximilian-Universität München (2005–2006) sowie eine Promotion an der Ludwig-Maximilian-Universität München (2011).

## Beruf
Andrea Wechsler arbeitete als Unternehmensberaterin bei McKinsey & Company Inc. (2003–2005) sowie als wissenschaftliche Mitarbeiterin und Referentin am Max-Planck-Institut für Innovation und Wettbewerb in München (2008–2011). Von 2011 bis 2013 war sie Max Weber Fellow am Europäischen Hochschulinstitut (EUI) in Florenz, bevor sie im Jahre 2013 eine Professur für Wirtschaftsprivatrecht an der Hochschule Pforzheim antrat. Dort bekleidete sie von 2017 bis 2020 auch das Amt der Prorektorin für strategische Hochschulentwicklung und leitete von 2015 bis 2024 das GründerWERK, ein Zentrum für Unternehmensgründung der Hochschule Pforzheim sowie die Design Factory Pforzheim. Andrea Wechsler war als Wissenschaftlerin Mitglied der Verbraucherkommission Baden-Württemberg.

## Parteipolitik
Andrea Wechsler war als Jugendliche in der Jungen Union Bayern und in der CSU aktiv. Im Jahr 2012 trat sie in die CDU Baden-Württemberg ein. Am 25. Juli 2020 wurde Andrea Wechsler als Landtagskandidatin der CDU im Wahlkreis Ludwigsburg bei der Landtagswahl 2021 nominiert. Das Mandat konnte sie nicht erringen. Innerhalb ihrer Partei ist Andrea Wechsler im Vorstand der CDU Ludwigsburg und stellvertretende Kreisvorsitzende des CDU-Kreisverbands Ludwigsburg. Sie ist sowohl bei der Frauen Union Ludwigsburg im Vorstand als auch im Bezirksverband der Frauen Union Nordwürttemberg. Sie ist Vorsitzende des CDU-Landesfachausschusses für Wirtschaft und Transformation und Beisitzerin im Landesvorstand der MIT Baden-Württemberg. Sie ist für die CDU im Stadtteilausschuss Innenstadt der Stadt Ludwigsburg. Am 13. Mai 2023 wurde Andrea Wechsler für die Europawahl 2024 als Spitzenkandidatin der CDU Baden-Württemberg nominiert und zog als solche ins Europäische Parlament ein. Damit löste sie auf Platz eins der Landesliste für die Europawahl den langjährigen Spitzenkandidaten Rainer Wieland ab.

## Europapolitik
Seit 2024 ist Andrea Wechsler Mitglied im Europäischen Parlament. Sie ist zuständig für den Regierungsbezirk Stuttgart. 
Im Europäischen Parlament ist Andrea Wechsler zuständig für die Ausschüsse Committee on Industry, Research and Energy (ITRE), Committee on Employment and Social Affairs (EMPL), Committee on the Environment, Public Health and Food Safety (ENVI).
Darüber hinaus ist sie Mitglied im Parlamentarischen Assoziationsausschuss (EU-Moldova), in der Parlamentarischen Versammlung von Euronest (DEPA) sowie der Delegation für die Beziehungen zur Volksrepublik China. Innerhalb der DEPA-Delegation ist sie Co-Vorsitzende des Ausschusses für wirtschaftliche Integration, Angleichung der Rechtsvorschriften und Übereinstimmung mit der Politik der EU (ECON). 

## Ehrenämter
Andrea Wechsler ist Vorsitzende der Parlamentariergruppe der Europa-Union im Europäischen Parlament, die sich für ein föderales Europa und den europäischen Einigungsprozess einsetzt.

## Ehrungen
Fakultätspreis der Ludwig-Maximilians-Universität für die Dissertation (2013).

## Publikationen
- Hartmut Eisenmann/Ulrich Jautz/Andrea Wechsler, Grundriss Gewerblicher Rechtsschutz und Urheberrecht: Mit 55 Fällen und Lösungen (Start ins Rechtsgebiet), 11. Auflage, C.F. Müller 2022, ISBN 978-3-8114-4869-8.
- Andrea Wechsler, Adrian Boos, Tobias Brönneke (Eds.), Konsum und nachhaltige Entwicklung, Verbraucherpolitik neu denken (Nomos 2018), ISBN 978-3-8452-9350-9.
- Andrea Wechsler, Hans-W. Micklitz (Eds.), The Transformation of Enforcement – European Economic Law in Global Perspective (Hart Publishing Oxford) (2016), ISBN 978-1-5099-2447-9.
- Rainer Gildeggen et al. (joint Eds.), Wirtschaftsprivatrecht, Kompaktwissen für Betriebswirte, 3. Auflage (Oldenburg Verlag) (2016), ISBN 978-3-11-045877-0.
- Andrea Wechsler, Tobias Brönneke (Eds.), Obsoleszenz interdisziplinär. Vorzeitiger Verschleiß aus Sicht von Wissenschaft und Praxis (Nomos 2015), ISBN 978-3-8487-2003-3.